# Callejón de Ibáñez
En tiempos de Juan Manuel de Rosas, en el camino de Buenos Aires a San Isidro, había un monte al que se pasaba por un camino estrecho o especie de callejón, donde emboscaban entonces algunos salteadores; y como ese monte pertenecía a un señor Ibáñez, el callejón tomó su nombre; nombre que los chuscos se lo aplicaron en la ciudad a los corredores o arcada de la casa del  Cabildo, donde andaban tropezando unos con otros los alguaciles, los procuradores, los escribanos y los jueces, etc.
Durante la gobernación de Pastor Obligado se desmontó el lugar y se trazo una calle recta, actualmente calle Melo.